# Città di Rockdale
La città di Rockdale è una Local Government Area che si trova nel Nuovo Galles del Sud. Essa si estende su una superficie di 28 chilometri quadrati e ha una popolazione di 97.340 abitanti. La sede del consiglio si trova a Rockdale.